# Lipotriches femorata
Lipotriches femorata là một loài Hymenoptera trong họ Halictidae. Loài này được Friese mô tả khoa học năm 1936.